# Zaldiko

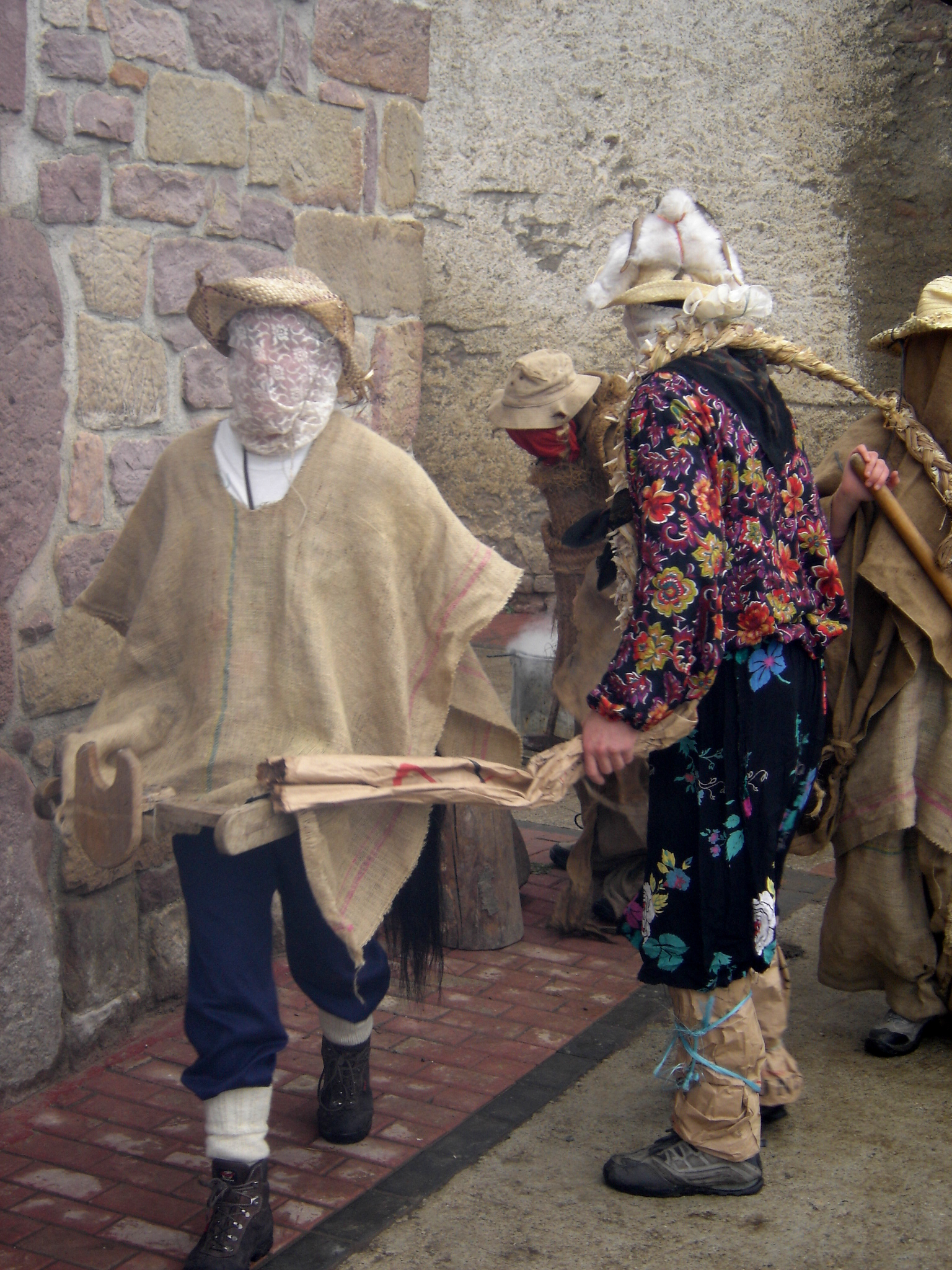
Zaldiko dans les rues de Lantz.

Zaldiko (du mot basque désignant un « cavalier ») est un personnage de plusieurs carnavals ruraux basques, et notamment du Carnaval de Lantz, dans la Navarre en Espagne.   

## Description et tradition

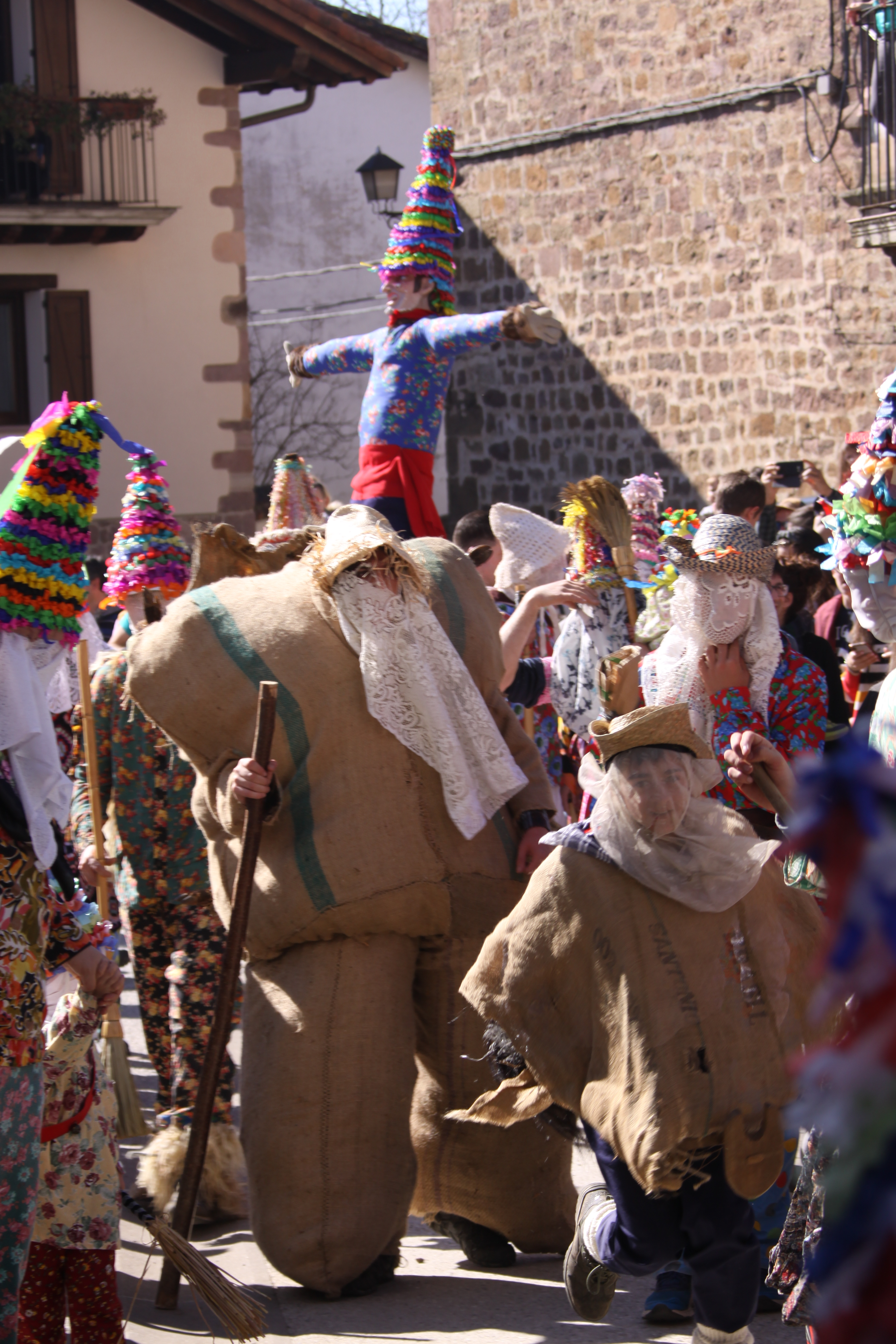
Le petit Zaldiko précède l'obèse Ziripot. Au fond, le géant Miel Otxin au carnaval de Lantz de 2020.

Lors des trois jours de fêtes du carnaval rural du village de Lantz, un jeune homme incarne Zaldiko. Équipé d'un cadre en bois qui simule un cheval, il porte un chapeau à rebords et une cape taillée dans un sac de jute ; un tissu masque son visage.  
Pendant que le cortège fait le tour du village, il bondit avec souplesse et cherche à renverser Ziripot, un personnage obèse qui ne peut se relever seul. La dizaine de forgerons ou maréchaux-ferrants (arotzak ou perratzaileak), silhouettes sinistres qui n'arpentent que la rue principale, tente de le capturer pour le ferrer.  
Selon la tradition, Zaldiko est le cheval du bandit Miel Otxin qui terrorise le village. Les villageois (dont Ziripot) finissent par capturer Miel Otxin (figuré lors du carnaval par un géant qui sera brûlé le soir du Mardi gras), tandis que Zaldiko parvient à leur échapper.   

## Interprétation
Le personnage de Zaldiko est généralement associé au printemps et à la prospérité
Cependant, à rebours de la tradition qui fait de Miel Otxin et Zaldiko des complices, un auteur associe plutôt le premier et Ziripot au thème du Carnaval (bon vivants, jouisseurs, etc.) et Zaldiko et les arotzak à son antonyme le Carême (ascétiques, nerveux, agressifs).

## Personnages similaires
Le déguisement de Zaldiko l'apparente au cheval anthropomorphe Zamalzain des mascarades souletines, que d'autres personnages cherchent tantôt à castrer (les kereztuak), tantôt à ferrer (les marexalak).
On le retrouve aussi encore dans Chivalet à Montpellier, et dans des traditions carnavalesques européennes désormais perdues : Bidoche en Normandie et en Bretagne, Chivau-frusc (cheval fou) en Provence, etc.